# Dongnu de Du'an
Le dongnu de Du'an (ou tongnu, autonyme, tuŋ¹no²) est une langue hmong-mien parlée en Chine au Guangxi.

## Localisation géographique
Le dongnu est parlé par les Bunu présents au Guangxi, dans le xian autonome yao de Du'an. En Chine les locuteurs de langue dongnu, comme l'ensemble de ceux qui sont connus sous le nom de Bunu, font partie de la nationalité yao.

## Classification interne
Le dongnu de Du'an appartient au sous-groupe bunu des langues hmonguiques de la famille des langues hmong-mien.

## Phonologie
Les tableaux présentent les phonèmes vocaliques et consonantiques du dongnu de Du'an.

### Voyelles
|         | Antérieure | Centrale | Postérieure |
| ------- | ---------- | -------- | ----------- |
| Fermée  | i [i]      |          | u [u]       |
| Moyenne | e [e]      | ɤ [ɤ]    | o [o]       |
| Ouverte | a [a]      |          |             |

### Diphtongues
Les diphtongues du dongnu de Du'an sont: ei [ei], ai [ai], [oi], oi, au [au], ɤu [ɤu], auxquelles s'ajoute la triphtongue iau [iau].

### Consonnes
|               |           | Bilabiales | Dentales | Alvéolaires | Alvéolaires | Rétrofl.  | Alv.-pal. | Dorsales   | Dorsales    | Glottales |
| ------------- | --------- | ---------- | -------- | ----------- | ----------- | --------- | --------- | ---------- | ----------- | --------- |
| Centrales     | Latérales | Bilabiales | Dentales | Palatales   | Vélaires    | Rétrofl.  | Alv.-pal. |            |             | Glottales |
| Occlusives    | Sourde    | p [p]      |          | t [t]       |             | ʈ [ʈ]     |           | c [c]      | k [k]       |           |
| Occlusives    | Aspirées  | ph [pʰ]    |          | th [tʰ]     |             | ʈh [ʈʰ]   |           | ch [cʰ]    | kh [kʰ]     |           |
| Occlusives    |           | mp [m͡p]    |          | nt [n͡t]     |             | ɳʈ [ɳ͡ʈ ]  |           | ɲc [ ɲ͡c]   | ŋk [ŋ͡k]     |           |
| Occlusives    | Aspirées  | mph [m͡pʰ]  |          | nth [n͡tʰ]   |             | ɳʈh [ɳ͡ʈʰ] |           | ɲch [ ɲ͡cʰ] | ŋkh [ŋ͡kʰ]   |           |
| Occlusives    | Labiales  |            |          |             |             |           |           |            | kw [kʷ]     |           |
| Occlusives    | Lab. asp. |            |          |             |             |           |           |            | khw [kʰʷ]   |           |
| Occlusives    | Labiales  |            |          |             |             |           |           |            | ŋkw [ŋ͡kʷ]   |           |
| Occlusives    | Aspirées  |            |          |             |             |           |           |            | ŋkhw [ŋ͡kʰʷ] |           |
| Fricatives    | sourdes   | f [f]      | θ [θ]    | s [s]       | ɫ [ɫ]       | ʂ [ʂ]     | ɕ [ɕ]     | ç [ç]      |             | h [h]     |
| Fricatives    | Sonore    | v [v]      |          |             |             | ʐ [ʐ]     |           |            | ɣ [ɣ]       | ɦ [ɦ]     |
| Fricatives    | Prénasal. |            |          | nzj [n͡z͡ʲ]   |             |           |           |            |             |           |
| Fricatives    | Asp.      |            |          | nzhj [n͡z͡ʲʰ] |             |           |           |            |             |           |
| Affriquées    | Sourdes   |            |          | ts [t͡s]     | tɫ [t͡ɫ]     |           |           |            |             |           |
| Affriquées    | Aspirées  |            |          | tsh [t͡sʰ]   | tɫh [t͡ɫʰ]   |           |           |            |             |           |
| Affriquées    | Prénasal. |            |          | nts [n͡t͡s]   | ntɫ [n͡t͡ɫ]   |           |           |            |             |           |
| Affriquées    |           |            |          | ntsh [n͡tsʰ] | ntɫh [n͡tɫʰ] |           |           |            |             |           |
| Liquides      | Liquides  |            |          |             | l [l]       |           |           |            |             |           |
| Nasales       | Sonores   | m [m]      |          | n [n]       |             |           |           | ɲ [ɲ]      | ŋ [ŋ]       |           |
| Nasales       | Dévoisées | m̥ [m̥]      |          | n̥ [n̥]       |             |           |           | ɲ̥ [ɲ̥]      |             |           |
| Nasales       | Labiales  |            |          |             |             |           |           |            | ŋw [ŋʷ]     |           |
| Nasales       | Dévoisées |            |          |             |             |           |           |            | ŋ̥w [ŋ̥ʷ]     |           |
| Semi-voyelles | Sonores   | w [w]      |          |             |             |           |           | j [j]      |             |           |
| Semi-voyelles | Dévoisées | w̥ [w̥]      |          |             |             |           |           |            |             |           |

### Tons
Le dongnu est une langue à tons. Le parler de Du'an compte onze tons.
| Ton | Valeur | Exemple | Traduction                              |
| --- | ------ | ------- | --------------------------------------- |
| 1   | 33     | puŋ1    | distribuer, répartir, partager          |
| 2   | 12     | nu2     | homme, personne                         |
| 3   | 43     | tɬe3    | chien                                   |
| 4   | 231    | ŋkwe4   | attraper, capturer                      |
| 5   | 42     | ɳtɤu5   | aimer, avoir du goût pour               |
| 6   | 22     | mpo6    | couvercle de marmite                    |
| 7   | 31     | tɬhu7   | ôter (un vêtement)                      |
| 8   | 21     | ɦau8    | sorte de trompe (instrument de musique) |
| 1'  | 44     | caŋ1'   | aiguille                                |
| 2'  | 24     | ntɬaŋ2' | feuille                                 |
| 3'  | 54     | voŋ3'   | ver du bambou                           |